# Pyroscaphe
Die Pyroscaphe war der erste funktionierende Raddampfer der Welt und wurde von Claude François Jouffroy d’Abbans konstruiert.

## Geschichte
Im Januar 1782 wurde in Vaise, einem Vorort von Lyon, mit dem Bau des Schiffs begonnen. Als Antrieb diente eine Zwei-Zylinder-Dampfmaschine der Gebrüder Jean. Am 15. Juli 1783 machte Jouffroy d’Abbans eine erste Testfahrt auf der Saône, die viele Schaulustige vom Ufer aus beobachten. Am 19. August machte er mit geladenen Gästen eine Probefahrt und ließ sich von ihnen das gelungene Experiment durch Unterschrift auf einem Dokument bestätigen. Das Dampfschiff erreichte eine Geschwindigkeit von sechs Meilen pro Stunde gegen die Strömung und verkehrte 16 Monate lang auf der Saône.